# Novaja Gazeta

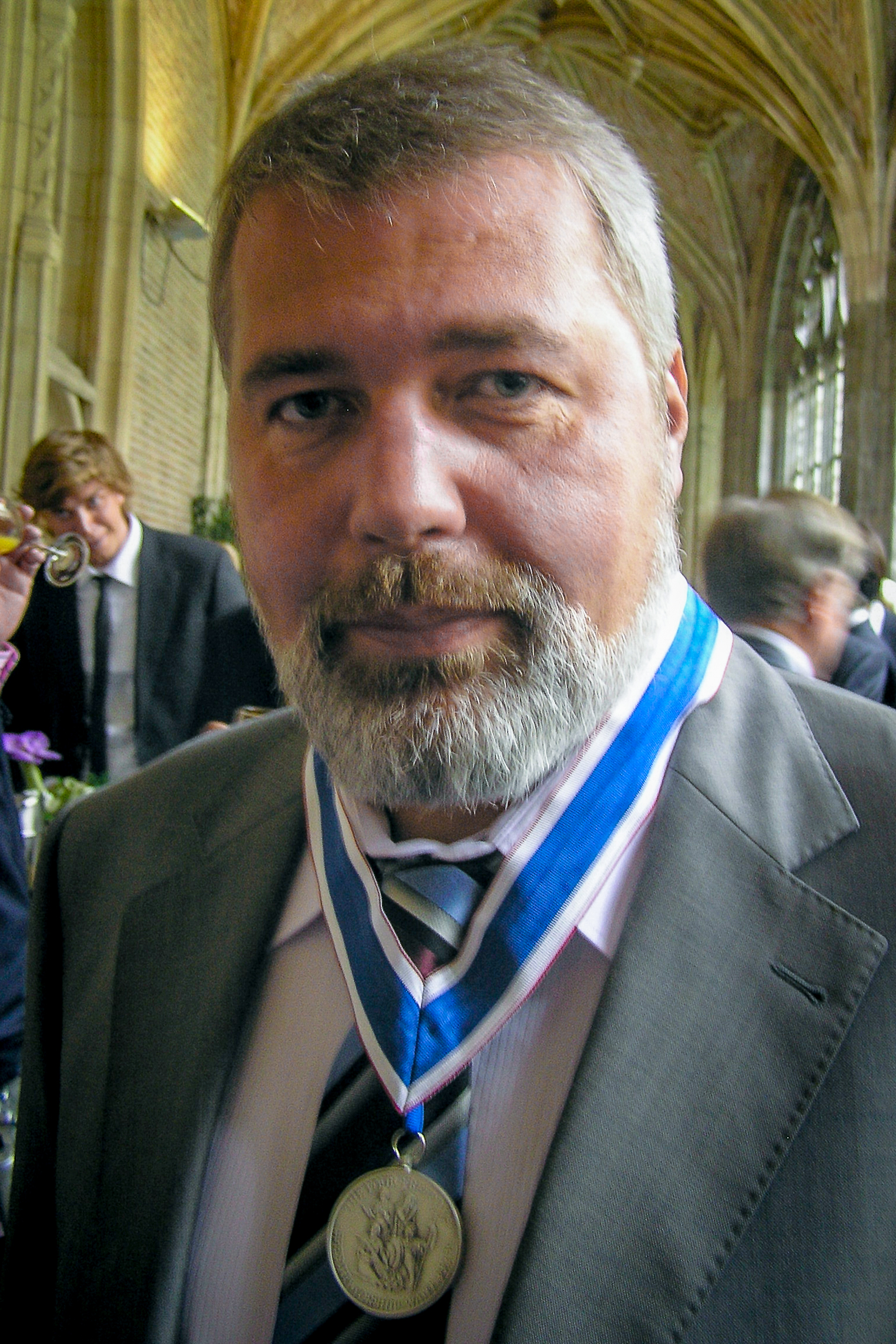
Hoofdredacteur Dmitri Moeratov nam in 2010 namens Novaja Gazeta een van de Four Freedoms Awards in ontvangst

Novaja Gazeta (Russisch: Новая газета, nieuwe krant) is een Russische, onafhankelijke en liberaal georiënteerde krant. De krant is een van de belangrijkste stemmen van de politieke oppositie tegen het beleid van regeringspartij Verenigd Rusland en president Vladimir Poetin. Op 5 september 2022 trok een rechtbank in Moskou de vergunning in om de krant te mogen publiceren. Daarna week de redactie uit naar Estland om daar de publicatie voort te zetten.

## Ontstaan
De krant werd opgezet in april 1993 door journalisten van de Komsomolskaja Pravda en verschijnt tweemaal per week. De krant staat bekend vanwege haar oppositie tegen de Russische regering en vanwege haar pleiten voor een vreedzame oplossing van het conflict in Tsjetsjenië. Ook schrijft de krant vaak over problemen met betrekking tot maffiaorganisaties, corruptie en andere negatieve zaken in Rusland. 
De krant wordt mede gefinancierd door de Amerikaanse miljardair en financier George Soros via zijn internationaal-politiek-maatschappelijk instituut Open Society Institute. Aleksandr Lebedev en destijds Michail Gorbatsjov hebben ook een aandeel in de krant.
De Novaja Gazeta verschijnt met een daarbij behorende regionale uitgave in verscheidene steden in Rusland, Kazachstan en Israël. In Oekraïne wordt de krant sinds november 2005 als bijlage bij de Russischtalige krant Loegantsjane gevoegd. In 2005 had de krant inclusief Oekraïne een oplage van 600.000. Daarnaast geeft de krant maandelijks een bijlage uit met een oplage van 75.000.
De bekendste journalist van de krant was Anna Politkovskaja die begin oktober 2006 werd doodgeschoten. Al eerder, op 3 juli 2003 werd onderzoeksjournalist Joeri Sjtsjekotsjichin als plaatsvervangend hoofdredacteur vermoord door een mysterieuze ziekte in een ziekenhuis in Moskou. In 2009 werd de bij Novaja Gazeta werkzame journaliste Anastasia Baburova op straat beschoten. Zij was op dat moment samen de advocaat Stanislav Markelov die eerder optrad als advocaat van Anna Politkovskaja. Beiden overleefden de beschieting niet.
Naar aanleiding van de crash met Malaysia Airlines-vlucht 17 kwam de krant op 25 juli 2014 met een opvallende voorpagina met de tekst: 'Vergeef ons, Nederland'. Onderzoeksjournalist Pavel Kanygin, die voor het blad aan de zaak werkte, vluchtte in april 2022 naar Nederland.
Ruim een maand na de grootschalige Russische invasie van Oekraïne staakte de Novaja Gazeta op 29 maart 2022 voorlopig haar uitgave wegens de nieuwe perswetten, die het ministerie van defensie tot enige legitieme bron verklaarden.

## Eerbetoon
In 2010 ontving de krant de Four Freedoms Award voor vrijheid van meningsuiting. In 2021 werd hoofdredacteur Dmitri Moeratov onderscheiden met de Nobelprijs voor de Vrede.